# Хольмен, Стефан
Ларс Э́рик Сте́фан Хо́льмен (швед. Lars Erik Stefan Holmén; род. 5 декабря 1967, Сигтуна, Стокгольм) — шведский кёрлингист.
В составе мужской сборной команды Швеции участник чемпионата мира 1991, а также зимних Олимпийских игр 1992 (где кёрлинг был представлен как демонстрационный вид спорта).
Играл на позиции первого.

## Команды
| Сезон   | Четвёртый        | Третий     | Второй        | Первый         | Запасной   | Турниры                   |
| ------- | ---------------- | ---------- | ------------- | -------------- | ---------- | ------------------------- |
| 1990—91 | Дан-Ола Эрикссон | Сёрен Гран | Юнас Шёландер | Стефан Хольмен | Хокан Функ | ЧМ 1991 (6 место)         |
| 1991—92 | Дан-Ола Эрикссон | Сёрен Гран | Юнас Шёландер | Стефан Хольмен | Хокан Функ | ЗОИ 1992 (демо) (8 место) |

(скипы выделены полужирным шрифтом)